# 丹尼尔·麦康奈尔
丹尼尔·麦康奈尔（英語：Daniel McConnell，1985年8月9日—），澳大利亚男子自行车运动员。他曾代表澳大利亚参加2014年英联邦运动会自行车比赛，获得一枚铜牌。

## 家庭
妻子丽贝卡·麦康奈尔。